# Христо Олчев
Христо Иванов Олчев е български книгоиздател в София от началото на XX век.

## Биография
Христо Олчев е роден на 19 декември 1867 година в ресенското село Дърмени, тогава в Османската империя, днес Северна Македония. Брат му Спиро Олчев е ресенски войвода от ВМОРО. След освобождението на България в 1880 година се мести да живее в София. В 1883 година завършва прогимназия, но не продължава образованието си поради липса на средства. В 1885 година, седемнадесетгодишен, е доброволец в Сръбско-българската война. Работи като съдебен заседател.
Благодарение на любовта си към книгите Олчев се превръща в един от най-изявените столични книгоиздатели. В 1882 година издава и сам разпространява книга за Васил Левски. Отваря малка книжарница, която бързо става една от най-добрите в София, средище на писатели и други дейци на културата, като Никола Беловеждов, Чичо Стоян и други. Олчев е приятел с Димитър Благоев и Алеко Константинов. Активно подпомага македоно-одринското революционно движение.
Христо Олчев умира в 1926 година в София.

## Издадена книжнина
Сред издадените от Олчев творби са:
- Христо Ботев, „Съчинения“, 1907;
- Иван Вазов, „Видено и чуто“, 1901;
- Иван Вазов, „Пъстър свят“, 1902;
- Иван Вазов, „Казаларската царица“, 1903;
- Иван Вазов, „Службогонци“, 1903;
- Иван Вазов, „В недрата на Родопите“, 1904;
- Иван Вазов, „Великата Рилска пустиня“, 1904;
- Иван Вазов, „Поеми. 1879 – 1884“, 1904;
- Пейо Яворов „Стихотворения“, 1904;
- Пейо Яворов, „Гоце Делчев“, 1904.[4]

Издава също така Алеко Константинов, Стоян Заимов, Любен Каравелов, Кирил Христов, преводи на Максим Горки, Виктор Юго, Ханс Кристиан Андерсен, Едмондо де Амичис. От 1895 до 1897 година издава списание „Мисъл“, в 1907 година издава IV годишнина на „Учителска мисъл“, а през 1909 - 1910 година - детския вестник „Славейче“ на Дядо Благо и Чичо Стоян.